# Thrypticomyia aclistia
Thrypticomyia aclistia är en tvåvingeart som först beskrevs av Alexander 1967.  Thrypticomyia aclistia ingår i släktet Thrypticomyia och familjen småharkrankar. Inga underarter finns listade i Catalogue of Life.